# Oligodon travancoricus
Oligodon travancoricus är en ormart som beskrevs av Beddome 1877. Oligodon travancoricus ingår i släktet Oligodon och familjen snokar. Inga underarter finns listade i Catalogue of Life.
Denna orm förekommer i sydvästra Indien. Arten lever i bergstrakten Västra Ghats mellan 800 och 2950 meter över havet. Habitatet utgörs av skogar och av odlingsmark. Individerna gräver i lövskiktet och i det översta jordlagret. Honor lägger antagligen ägg.
För beståndet är inga hot kända. Oligodon travancoricus har viss anpassningsförmåga. IUCN listar arten med kunskapsbrist (DD).